# Defendor

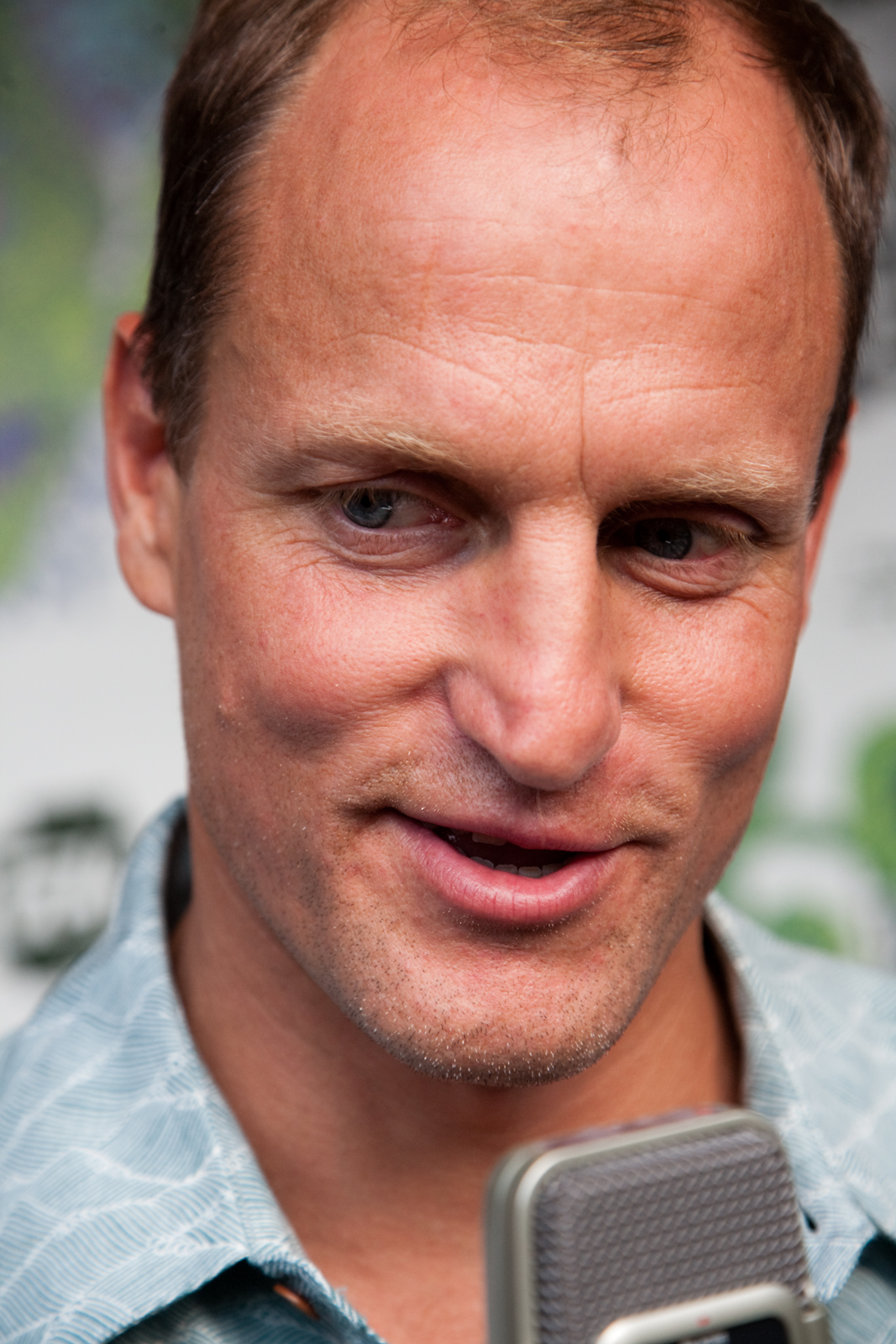
Woody Harrelson spielt Arthur

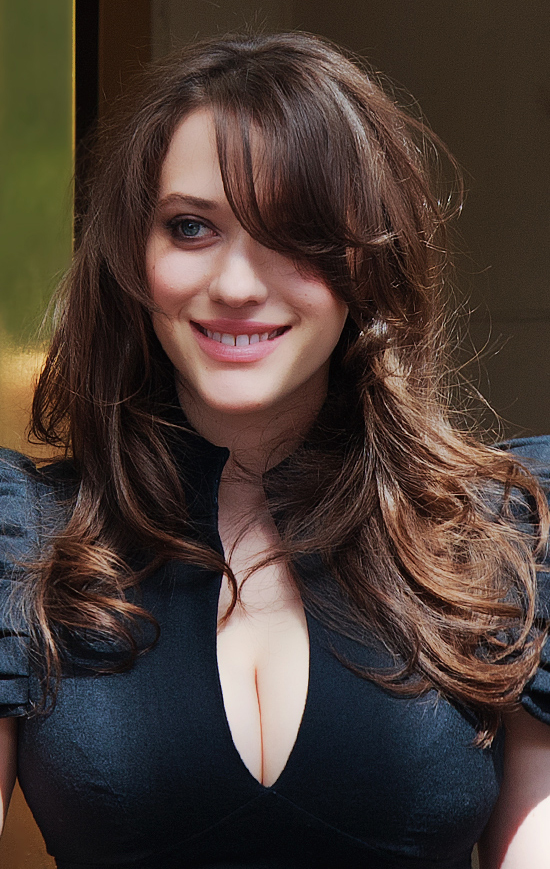
Kat Dennings spielt Kat

Defendor ist eine kanadische Superhelden-Tragikomödie aus dem Jahr 2009. Regie führte Peter Stebbings, der auch das Drehbuch schrieb. Der Independentfilm mit Woody Harrelson in der Hauptrolle erzählt von einem gewöhnlichen, aber geistig zurückgebliebenen Baustellenarbeiter, der nachts die Identität eines Real Life Superheros namens „Defendor“ annimmt, um gegen das Verbrechen zu kämpfen. Defendor hatte seine Weltpremiere auf dem Toronto International Film Festival im September 2009. In Deutschland erschien der Film am 20. Mai 2010 direkt auf DVD.

## Handlung
Bei der Erstellung eines psychologischen Gutachtens erzählt Arthur Poppington der Psychologin Dr. Park, wie er als Superheld „Defendor“ gegen das Böse kämpft. Da er keine Superkräfte hat, nutzt er dafür eine Grabenkeule, Murmeln, eine Schleuder und Wespen. Sein Erzfeind sei „Captain Industry“, der seine Mutter mit Drogen versorgt und so getötet habe. Eine Rückblende zeigt, dass Arthur als Kind dabei seinen Großvater missverstanden hat, der nie von einem bestimmten Individuum gesprochen hat.
Eines Nachts trifft Arthur als Defendor die drogensüchtige Prostituierte Kat. Diese bringt ihn auf die Idee, der serbische Mafiaboss Radovan Kristic sei Captain Industry. Kristic ist ein Drogen-, Waffen- und Menschenschmuggler, der Beziehungen zu dem korrupten Polizisten Dooney pflegt. Kat sei „für eine halbe Stunde“ Kristics Lieblingsmädchen gewesen, jetzt steht sie unter Dooneys „Schutz“. Bei dem Kampf gegen Kristic (für Arthur Captain Industry) und Dooney kann Arthur bald kleinere Erfolge verzeichnen. So erfährt er, dass eine Lieferung Waffen in drei Wochen am Schiffsdock ankommen soll. Schließlich wird er jedoch bei einer Beschattung entdeckt, zusammengeschlagen und muss ins Krankenhaus. Während er dort scheinbar schläft, verabschiedet sich Kat von ihm. Bevor sie geht, meint sie, Kristic sei eine Nummer zu groß für Defendor, es gäbe genug böse Menschen da draußen, und wenn er seine Wut rauslassen wolle, dann könne er das genauso bei ihrem Vater machen, der sie missbraucht habe. Arthur, der alles mitgehört hat, geht daraufhin zu Kats Vater, verprügelt ihn und steckt ihn in eine Mülltonne. Daraufhin wird er festgenommen. Vor Gericht zeigt er sich uneinsichtig. Erst als sein Vorarbeiter Paul meint, Arthur sei ein verrückter, naiver Mann, der als Superheld unterwegs sei, wird die Anhörung vertagt, damit ein psychologisches Gutachten erstellt werden kann. Dieses bescheinigt Arthur unter anderem Depressionen, die Unfähigkeit, Konsequenzen vorherzusehen, einen Mangel an Menschenverstand und soziale Unreife.
In den Medien wird der Superheld Defendor währenddessen zum Titelthema und die Frage wird gestellt, ob ein selbst ernannter Superheld gut für die Stadt ist. Der Richter lässt Arthur aufgrund des Gutachtens entscheiden: Entweder er hört auf, als Defendor Selbstjustiz zu üben, und wohnt von nun an bei Paul, zu dem Arthur ein freundschaftliches Verhältnis hat, oder er geht ins Gefängnis. Schweren Herzens gibt er sein Superheldentum auf. Kurz darauf erhält er die Drohung, dass Kat entführt worden sei und sie sterben würde, falls er redet. Dies bewegt ihn dazu, als Defendor wieder aktiv zu werden und sie zu retten. Kat kann sich jedoch selbst befreien, indem sie Sergeant Dooney mit seiner Waffe zwischen die Beine schießt. Defendor informiert daraufhin die Polizei, dass nachts die Waffenlieferung bei den Schiffsdocks ankommen soll. Da er nicht ernst genommen wird, fährt er selbst zu den Docks, legt aber für die Polizei eine Fährte mit Magnesiumfackeln. Als er schließlich gegen seinen Erzfeind Captain Industry (Kristic) kämpft, wird er von diesem angeschossen. Während er stirbt, kommt Kat zu ihm. Sie gelobt, mit dem Gebrauch von Drogen aufzuhören, sich einen richtigen Job zu suchen und eine Schreibmaschine anzuschaffen.
Der Polizei gelingt es, Radovan Kristic und Sergeant Dooney festzunehmen. Die Presse berichtet daraufhin, dass Dooney zu 26 Jahren Haft verurteilt wurde und der serbische Mafiaboss Radovan Kristic an den Internationalen Gerichtshof in Den Haag ausgeliefert wird. Defendor wird posthum zum Held ernannt, die Leute legen Blumenkränze an einem Gedenkort nieder, zu dem auch seine Psychologin kommt. Durch Defendors Einsatz trauen sich die Leute wieder, sich gegen Verbrechen zu wehren. Kat, die als Schülerin Schriftstellerin werden wollte, schreibt für die Lokalzeitung über Defendor und hat sich anscheinend von dem Crack losgesagt.

## Hintergrund
Defendor ist Peter Stebbings Drehbuch- und Regiedebüt. Den Erstentwurf des Drehbuchs schrieb er 2005. Zunächst versuchte er erfolglos, das Drehbuch an verschiedene große Hollywoodstudios zu verkaufen. Während die Studios den Film nicht drehen wollten, weil er nicht in ein klares Genre passt, waren die Schauspieler von dem Film begeistert. Nicholas Tabarrok von der Independent-Filmproduktionsgesellschaft Darius Films kümmerte sich schließlich um die Finanzierung des Projektes, zum Teil wurde der etwa 4 Millionen US-Dollar teure Film von der Kanadischen Filmförderung finanziert. Da zunächst noch Finanzen fehlten, wurden die Dreharbeiten schließlich auf Januar 2009 verschoben. Gefilmt wurde an 20 Drehtagen, in und um Toronto und Hamilton, Ontario.
Nach Fertigstellung des Films sicherte sich Sony Pictures die Vertriebsrechte in den Vereinigten Staaten sowie in weiten Teilen Europas, Asiens und Südamerikas. Sony Pictures entschied sich jedoch, den Film nicht in die US-Kinos zu bringen, wodurch die Filmproduzenten bei Darius Films selber den Vertrieb in den US-Kinos übernahmen. Die Vertriebsrechte in Kanada gingen anhand der Vereinbarung bei der Finanzierung des Films an Alliance Entertainment. In Deutschland erschien der Film von Sony Pictures am 20. Mai 2010 direkt auf DVD. Am 21. Januar 2012 hatte der Film in Deutschland auf ProSieben seine Free-TV-Premiere.

## Kritiken
Defendor erhielt mittelmäßige bis gute Kritiken, welche vor allem Woody Harrelsons Darstellung in den Vordergrund rückten.

„Woody Harrelson verleiht dem debilen Comicfan, der den Drogentod seiner Mutter an der Fantasiegestalt ‚Captain Industry‘ rächen will, sehr viel Würde. […] Doch bei allem Positiven, was man über Defendor zu berichten weiß, fallen zwei Dinge negativ auf: Die etwas zu simpel gestrickte Handlung und das streckenweise zu langsame Tempo. Zwar wird der Film insbesondere durch seinen Score mit Westernmotiven angereichert, doch fallen die Konfrontationen zwischen Gut und Böse vergleichsweise spärlich, wenn auch realistisch anmutend aus. Daran könnte das geringe Budget von 3,5 Mio. Dollar einen entscheidenden Anteil haben. […] Dennoch: Defendor ist ein Film, der frischen Wind ins Genre bringt und neben einigem absurden Humor endlich einmal offen die Frage nach der psychischen Konstitution und der Zurechnungsfähigkeit des Selbstjustiz übenden Helden ebenso stellt wie beantwortet. Eine Frage freilich, die sich auch Tony Stark irgendwann einmal gefallen lassen müsste.“

„Defendor ist keine Komödie, hat aber trotzdem ein paar schöne Grinser drin. Die entwickelte Dramatik überzeugt ebenso wie die aufspielenden Darsteller. Mit Defendor kommt ein spezieller Film zu uns, der den popcornmampfenden Superheldenfan enttäuschen wird. Wer aber mehr als nur Action und Spezialeffekte erwartet, könnte hier eine gute Erfahrung machen.“

„‚Defendor‘ balanciert auf einem schmalen Grat zwischen pechschwarzer Komödie, die einen an sich liebenswerten Helden ein ums andere Mal fast verrecken lässt, und Drama, das einen geistig zurückgebliebenen Normalo, der sich jedoch für einen Superhelden hält, thematisiert. Es ist diese Unentschlossenheit, die ‚Defendor‘ zu einem interessanten, nicht aber zwangsläufig sehenswerten Film macht. Denn um wirklich zu überzeugen, ist der Film einerseits nicht witzig genug und bleibt andererseits zu sehr an der Oberfläche.“

Cinema beschreibt den Film als „Superheldengroteske“ und einen „tragisch-knuddelige[n] ‚Kick-Ass‘-Verwandte[n]“.